# مايك سالمون
مايك سالمون (بالإنجليزية: Mike Salmon)‏ هو سائق سيارة سباق ومهندس وشخصية أعمال بريطاني، ولد في 12 أكتوبر 1933 في جزر القنال الإنجليزي في جيرزي، وتوفي في 13 يناير 2016.

## روابط خارجية
- مايك سالمون على موقع DriverDB.com (الإنجليزية)